# Dôme (Ostende)
Pour les articles homonymes, voir Dôme.
Le Dôme, principalement appelé COREtec Dôme pour des raisons de parrainage, est une salle polyvalente située à Ostende, en Flandre-Occidentale. Elle accueille des événements sportifs de haut niveaux, principalement de basket-ball, mais aussi des concerts et autres événements culturels.

## Histoire
Le 7 janvier 2006, la nouvelle salle nommée Sea'rena est inauguré par le BC Ostende,. En août de la même année, elle est rebaptisée Sleuyter Arena, du nom du promoteur à l'origine du complexe entier dont fait partie la salle. En 2016 la salle change de sponsor et devient le Versluys Dôme avant de changer une nouvelle fois en 2022 pour devenir le COREtec Dôme. En 2024 les dirigeants du BC Ostende décident de diversifier l'utilisation de la salle, jusqu'ici réservé uniquement au basket-ball, elle prévoit d'organiser des concerts et autres événements culturels.